# Операція «Кільце»

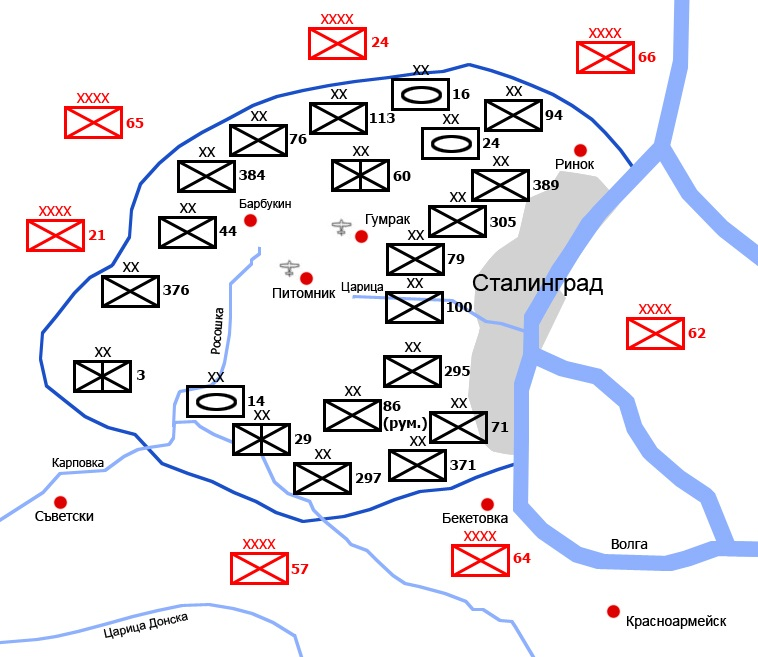
Карта положення сторін напередодні початку операції «Кільце»

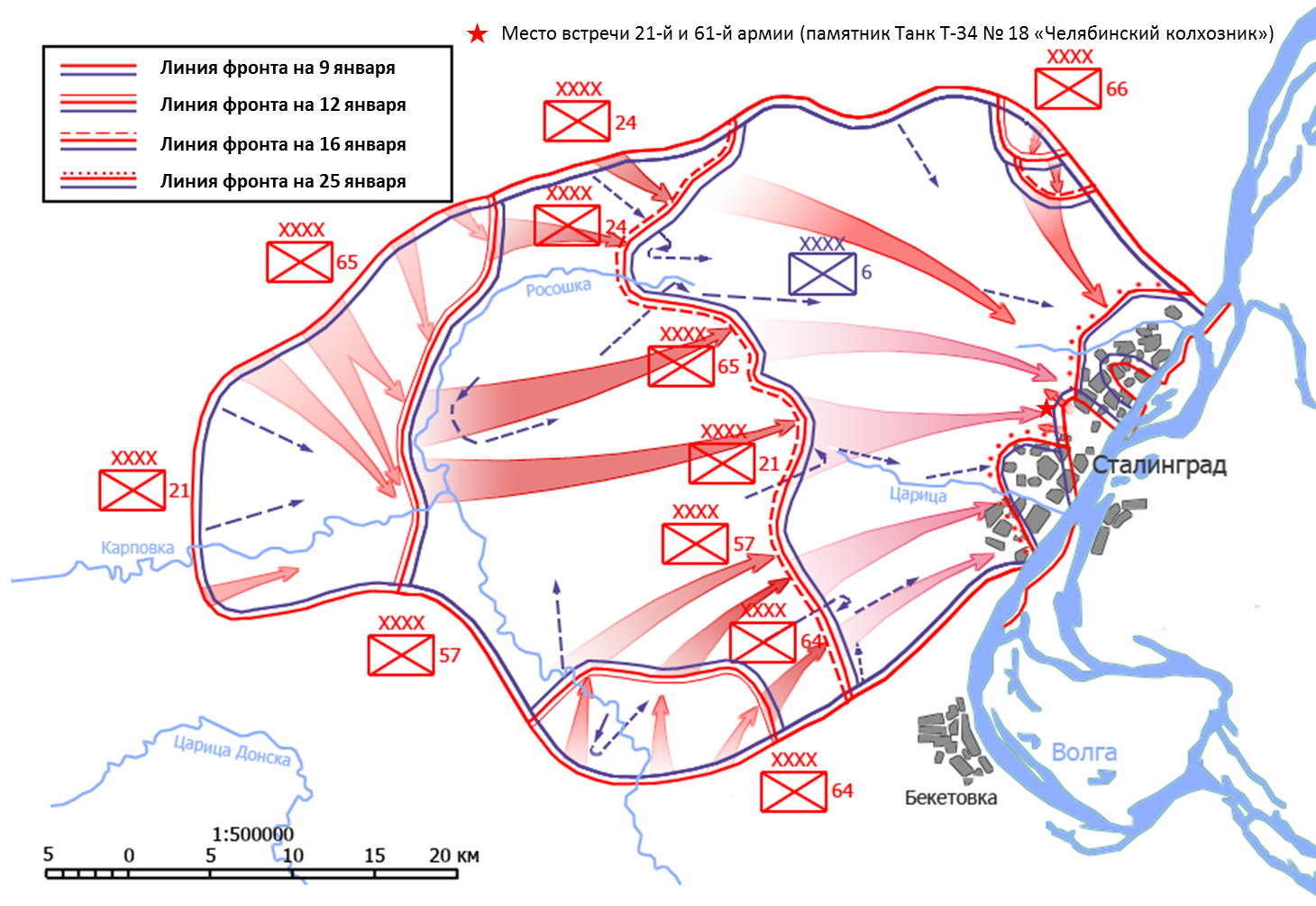
Карта проведення операції «Кільце»

Операція «Кільце» — наступальна операція військ Донського фронту (командувач генерал-полковник Рокоссовський К. К.) з метою знищення обложеної в районі Сталінграда німецької 6-ї армії генерал-фельдмаршала Ф.Паулюса в січні-лютому 1943 року.

## Історія

### Передумови
На початок 1943 року загальна обстановка на південному фланзі радянсько-німецького фронту склалася на користь Червоної армії. Загроза деблокади військами Вермахту 6-ї армії, оточеної під Сталінградом промайнула, й взагалі утворилися вигідні передумови для остаточної ліквідації армії Ф.Паулюса, положення якої різко погіршилося. Територія, яку займали німецькі війська зі своїми союзниками, значно скоротилася й майже наскрізь прострілювалася вогнем радянської артилерії. У ході бойових дій у грудні 1942 року для відбиття атак Донського та Сталінградського фронтів німці були змушені повністю витратити всі свої наявні резерви і майже всі свої дивізії втягнути в першій лінії оборони. Запасів боєприпасів, пального і продовольства в них було обмаль.
Плани німецького командування щодо організації безперервного постачання оточених військ повітрям провалилися. До січня 1943 року сили транспортної та бомбардувальної авіації, котрі залучалися для цієї мети, зазнали великих втрат від радянської авіації і зенітної артилерії. Операція Люфтваффе з постачання 6-ї армії Ф.Паулюса перетворилася на бійню транспортної авіації Люфтваффе. Німцями було втрачено 488 літаків і близько 1000 чоловік льотного складу (до цього числа увійшли 266 Ju 52, 165 He 111, 42 Ju 86, 9 Fw 200, 5 He 177 і 1 Ju 290).
Гірше за це — у зв'язку з подальшим наступом радянських військ на захід, бази постачання перебазувалися вже на аеродроми в Артемівську, Горлівці, Макіївці та Сталіно. Внаслідок колосальної відстані забезпечення повітрям оточених у районі Сталінграда військ Вермахту значно погіршилося і вже ніякою мірою не могло задовольнити їхню потребу в продовольстві, боєприпасах і пальному.
Вже з 24 листопада 1942 до середини січня 1943 літаки Люфтваффе доставляли їм у середньому менше 100 тонн різних вантажів на добу, у той час як добова потреба становила близько 1000 тонн. У результаті командування 6-ї армії змушене було з дня на день зменшувати норми постачання військ. Згодом Паулюс свідчив, що в дні перед капітуляцією всі генерали його армії, у тому число і сам командувач, отримували 150, а солдати — 50 грамів хліба на день.
Фактично військо Ф. Паулюса було кинуте напризволяще й мусило виконати свою останню задачу: протриматися якомога довше і, таким чином, дозволити групі армій «Дон» відновити фронт та уникнути оточення групи армій «А», що відходила з Кавказу.
З метою остаточної ліквідації ворожого угруповання Ставка Верховного Головнокомандування визначила підготувати наступальну операцію під кодовою назвою «Кільце» силами військ Донського фронту генерал-полковника К. К. Рокоссовского. 27 грудня 1942 року представник представник Ставки ВГК маршал артилерії Воронов М. М. представив план знищення армії Ф.Паулюса, розгром якої передбачалося здійснити шляхом розчленуванням оточеного угруповання на кілька частин з подальшим знищенням кожної з них окремо. Тим самим противник позбавлявся можливості маневрувати силами всередині котла.
Головний удар з метою розчленування оточеного угруповання противника на дві частини намічалося завдати військами 65-ї армії П. І. Батова та суміжних з нею флангів 21-ї та 24-ї армій з району на південний схід від Вертячий у загальному напрямку на завод «Червоний Жовтень».
До складу головного ударного угруповання генерала Батова, що розгорнулося на 16-кілометровому фронті, увійшло 33 % усіх стрілецьких дивізій, 50 % артилерійських, 57 % гвардійських мінометних і 75 % танкових полків Донського фронту.
Допоміжний удар завдавався суміжними флангами 64-ї і 57-ї армій з району Варварівки в загальному напрямку на ст. Басаргін з метою прориву ворожої оборони на р. Червлена і розвитку наступу в тил західній частині угруповання німецьких військ з метою її відсікання і подальшого знищення. Надалі удар цих армій повинен був злитися з основним ударом головного ударного угруповання фронту. 66-та і 62-га армії отримали завдання завдати удари, що сходяться, в одному напрямі на Городище з метою відсікання і знищення північно-східного угруповання Вермахту.
Початок операції «Кільце» визначався на 10 січня.
Перед початком операції Донський фронт у складі семи армій мав тридцять дев'ять стрілецьких дивізій, десять стрілецьких і чотири танкові бригади, дванадцять танкових полків, вісімдесят дев'ять артилерійських, десять мінометних і чотирнадцять гвардійських мінометних полків і п'ять гвардійських важких мінометних бригад. У складі військ Донського фронту налічувалося 254 танки, близько 2 500 гармат, понад 6 000 мінометів (не рахуючи реактивних) і близько 400 літаків.
Війська Рокоссовського К. К., не маючи великого переваги над противником у живій силі, значно перевершували їх в артилерії. На напрямку ж головного удару, в смузі 65-ї армії, радянські війська переважали противника по піхоті в 3 рази, по танках в 1,2 рази і по артилерії в 15 разів.
8 січня 1943 радянське командування пред'явило командуванню оточених під Сталінградом німецьких військ ультиматум з пропозицією «щоб уникнути марного кровопролиття» припинити безглуздий опір і капітулювати. Генерал-полковник Ф.Паулюс відхилив його після переговорів з ОКГ і за наказом Гітлера.

### Наступ
Зранку 10 січня війська Донського фронту перейшли в наступ. Атаці піхоти танків передувала безпосередня авіаційна і потужна 55-хвилинна артилерійська підготовка. На кінець дня на низці ділянок оборона противника була прорвана на глибину 6-8 км.
11 і 12 січня війська Донського фронту, ламаючи опір окремих боєздатних частин противника, продовжували просуватися вперед, і до кінця 12 січня головне ударне угруповання фронту вийшло на р. Россошка. На напрямку удару військ 64-ї і 57-ї армій була прорвана оборона противника на р. Червлена, і радянські війська просунулися тут вглиб на 6-8 км.
Спроба армії Ф.Паулюса затримати подальше просування Червоної армії на другому оборонному рубежі успіху не мала. 13 і 14 січня війська Донського фронту, провели перегрупування сил, і з ранку 15 січня відновили наступ. До середини дня оборона Вермахту була прорвана на багатьох ділянках і залишки 6-ї армії почали відходити до руїн Сталінграда. До 16 січня територія району оточення 6-ї армії скоротилася до розмірів, що складали менше третини первісної. Під кінець 17 січня, переслідуючи частини противника, що відходили, війська Донського фронту вишли на лінію Велика Россошка, Гончара, Воропоново, де зустріли запеклий опір противника на старих радянських укріплених на підступах до міста.
Після триденної паузи та перегрупування сил, з ранку 22 січня наступ радянських військ відновився на всьому фронті. Противник запекло бився за оборонні рубежі внутрішнього обводу, але після нищівних ударів радянської артилерії оборона противника була прорвана.
24 січня Ф.Паулюс звернувся до Гітлера з проханням негайно дати дозвіл на капітуляцію своїх виснажених військ, однак марно.
25 січня війська Донського фронту увірвалися в Сталінград із заходу. До кінця 26 січня війська 21-ї і 62-ї армій розчленували угруповання противника на дві частини: південну, затиснуту в центральній частині міста, й північну, що виявилася оточеної в районі тракторного заводу і заводу «Барикади».
28 січня південна частина німецьких військ, у свою чергу, була розбита надвоє. 6-та армія, роздроблена на три частини, ізольовані один від одної, продовжувала боротися ще декілька днів. Однак, боєздатність військ Вермахту до цього часу різко знизилася. Почалася масова здача в полон солдатів і офіцерів армії Паулюса. Тільки за три дні, з 27 по 29 січня, частини 64-ї армії взяли в полон 15 тис. солдатів і офіцерів.
30 січня Ф.Паулюс отримав останню радіограму від Гітлера, в якій було надіслано поздоровлення: «Вітаю Вас з присвоєнням звання генерал-фельдмаршала».
31 січня 1943 року був зламано остаточний опір противника в південній частині міста. Разом з військами і штабом був захоплений у полон і командувач 6-ї армії генерал-фельдмаршал Ф.Паулюс. 2 лютого після потужного вогневого удару артилерії радянські війська ліквідували в північній частині міста останнє угруповання противника, чим завершили битву під Сталінградом.

### Наслідки
Всього в ході операції «Кільце» в полон було взято понад 2 500 офіцерів і 24 генерала 6-ї армії. Загалом ж військовополоненими стали понад 91 тис. солдатів і офіцерів Вермахту.
Трофеями радянських військ з 10 січня по 2 лютого 1943 року за донесенням штабу Донського фронту стали 5 762 гармат, 1 312 мінометів, 12 701 кулемет, 156 987 гвинтівок, 10 722 автомата, 744 літака, 1 666 танків, 261 бронемашина, 80 438 автомашин, 10 679 мотоциклів, 240 тракторів, 571 тягач, 3 бронепоїзда та інше військове майно.
У сталінградському котлі капітулювали в цілому двадцять німецьких дивізій: 14-та, 16-та і 24-та танкові, 3-тя, 29-та і 60-та моторизовані, 100-та егерська, 44-та, 71-ша, 76-та, 79-та, 94-та, 113-та, 295-та, 297-ма, 305-та, 371-ша, 376-та, 384-та, 389-та піхотні дивізії. Крім того, здалися румунські 1-ша кавалерійська і 20-та піхотна дивізії. У складі 100-ї єгерської здався хорватський полк. Також капітулювали 91-й полк ППО, 243-й і 245-й окремі батальйони штурмових гармат, 2-й і 51-й полки реактивних мінометів.
За підсумками Сталінградської битви, армії, що брали участь в операції «Кільце» у квітні 1943 отримали звання гвардійських. 21-ша армія Чистякова І. М. стала 6-ю гвардійською, 24-та армія Галаніна І. В. — 4-ю гвардійською, 62-га армія Чуйкова В. І. — 8-ю гвардійською, 64-та армія Шумилова М. С. — 7-ю гвардійською, 66-та армія Жадова О. С. — 5-ю гвардійською армією.